# Ananas-familien
Ananas-familien (Bromeliaceae) er næsten udelukkende udbredt i Syd- og Mellemamerika, hvor de fleste arter er epifytter i regnskovene. Der er 57 slægter og ca. 1.400 arter, som er stauder, der oftest danner stivbladede og læderagtige rosetter, men afvigende former findes. Blomsterne er små, 3-tallige og oftest samlet i flade aks eller klaser. Her omtales kun slægter, der er repræsenteret ved arter, som dyrkes i Danmark.
| Slægter |

- Aechmea
- Ananas (Ananas)
- Bromelia
- Juvelblomst (Guzmania)
- Tillandsia
- Vriesea